# Joachim Denich
Joachim Denich, auch Joachim Teining (* 1560 in Brüssel; † 27. März 1633 in Ingolstadt), war ein deutscher Rechtsgelehrter und Universitätsprofessor.

## Leben
Der 1560 in Brüssel geborene Joachim Denich war ab 1590 Ordinarius für Institutionenlehre an der Universität Ingolstadt. Zuvor hatte er Maria Lagus, Tochter des Ingolstädter Rechtsprofessors Caspar Lagus, geehelicht. 1591 wurde der Sohn Kaspar Denich geboren. Im Jahre 1594 übernahm er dort eine Professur für Pandektenrecht. 
Denich war im Rahmen der Auseinandersetzungen mit den Jesuiten um die Vorherrschaft an der Universität von 1611 bis 1613 ein engagierter Gegner der Letzten. Zudem war er juristischer Ratgeber Herzog Maximilians I. Ab 1612 widmete er sich dann dem kanonischen Recht. Denich wurde 1629 emeritiert. Seine ansehnliche Privatbibliothek ging 1656 auf das Ingolstädter Jesuitencolleg über. Von Joachim Denich sind insgesamt 27 Disputationen und acht zivilrechtliche Schriften erhalten.

## Schriften (Auswahl)
Als Autor
- Conclusiones iuridicae ex septimo codicis Iustinianei potissimum libro. Ingolstadt 1612.
- Tractatus in varios libros Digestorum. Ingolstadt 1605 (Abhandlung über verschiedene Digestenbücher)
- Centuria assertionum de pignoribus et hypothecis. Ingolstadt 1603.

Als Präses
- Johann Jakob Kurtz von Senftenau: Assertiones iuridicae de appellationibus. Ingolstadt 1602.
- Matthias Kleienmayer: De collationibus. Ingolstadt 1612.
- Wolfgang Christoph Pronner: De iure deliberandi, et Inventarii Beneficio. Ingolstadt 1614.
- Franciscus de Cazanis: Disputatio iuristica De iure emphyteutico. Ingolstadt 1604.
- Georg Romer: Disputatio iuris De publicis criminibus. Ingolstadt 1600 (über die öffentlichen Straftaten).
- Michael F. Blaser von Wartensee: Assertones De regalibus. Ingolstadt 1621 (über die Regalien).
- Johann Heinrich von Neyneckh: Disputatio De Immunitate Ecclesiastica. Ingolstadt 1611.
- Benedikt Schrittenloer: Disputatio Iuridica De Execvtione Sententiarum, Desumpta Ex Celeberrima Lege A Divo Pio 15. ff. De Re Iudicata. Ingolstadt 1609.
- Georg Gebhard: Disputatio Iuridica, de Senatus Consulti Macedoniano, et Velleiano. Ingolstadt 1599.
- Hieronymus Faber: Disputatio Iuridica De Novi Operis Nunciatione. Ingolstadt 1604.
- Sebastian Paur: Disputatio iuridica De pactis et transactionibus. Ingolstadt 1614
- Probus Ritter und Augustin Rennhas: Disputatio iuris Ex secundo Decretalium Gregorii IX. circa processum iudiciarium. Ingolstadt 1619.
- Sebastian Klezel: Ex diversis iuris civilis et feudalii collecta articulis. Ingolstadt 1605 (Gesammeltes aus verschiedenen Artikeln des Zivil- und Feudalrechts).
- Johann Schwartz: Theses Ex duobus titulis pandectarum qui testamenta facere possunt et de liberi et de liberis et posthumis haeredibus instituendis. Ingolstadt 1602.
- Wilhelm Fraislich: Fasciculus conclusionum iuridicarum ex septimo codicis Iustinianei potissimum libro, quatenus de sententiis tractat, desumptus & selectus. Ingolstadt 1609.
- Johannes Grenzing: Miscellanea utriusque iuris. Ingolstadt 1604 (Verschiedenes über die beiden Rechte).
- Bartholomäus Dinzinger: Theses de donationibus. Ingolstadt 1592 (Thesen zu Schenkungen)
- Vitus Renner: Theses de Restitutione Minorum XXV. Annis. Ingolstadt 1594.
- Gallus Brenner: Theses, Ex Universo Iure Sparsim Desumptae. Ingolstadt 1601.
- Johann Joachim Mayle: Theses iuridicae ex quinto codicis Iustinianei potissimum libro quatenus de nuptiis et earum cohaerentiis tractat, collectae. Ingolstadt 1611.
- Georg Wilbrand Wormbser: Disputatio publica De adquirenda, retinenda et amittenda possessione. Ingolstadt 1604.